# 和田明広
和田 明広（わだ あきひろ、1934年1月3日 - 2022年3月13日）は、日本の実業家。元トヨタ自動車副社長。元アイシン精機代表取締役会長。第76期日本機械学会会長。藍綬褒章受章。愛知県名古屋市出身。

## 略歴
1956年、名古屋大学工学部卒業。同年、トヨタ自動車工業（現トヨタ自動車）に入社。主にボディー設計のエンジニアとしてコロナ、セリカなどの車種開発に従事。1986年トヨタ自動車取締役、1994年同社副社長に就任。トヨタ自動車副社長の時には、プロジェクトの最高責任者として、プリウスの開発を指揮した。その後、1999年アイシン精機代表取締役会長に就任。2005年からは相談役に就任している。

## 経歴
- 1956年 名古屋大学工学部卒業
- 1956年 トヨタ自動車工業（現トヨタ自動車）入社
- 1986年 トヨタ自動車取締役
- 1994年 トヨタ自動車副社長
- 1998年 日本機械学会会長[1]、藍綬褒章受章[2]
- 1999年 アイシン精機会長
- 2005年 アイシン精機相談役
- 2022年 心不全のため愛知県刈谷市の病院で死去、88歳[3]。